# Зорина, Мария Александровна
Мария Александровна Зорина (род. 1980) — российская актриса
 театра и кино.

## Биография
Мария Зорина родилась 19 июня 1980 года в Японии, город Осака. Она окончила Школу-студию МХАТ (курс Р. Козака и Д. Брусникина) в 2003 году. Мария была принята в труппу Художественного театра в 2005 году.

## Творчество

### Роли в театре
- 2003 — «Обломов» — девушка
- 2004 — «Король Лир» — медсестра
- 2004 — «Мещане» — Степанида
- 2004 — «Новый американец» — туристка
- 2005 — «Гамлет» — актриса
- 2005 — «Господа Головлевы» — Улита
- «Скрипка и немножко нервно»
- «Ундина» — Русалка и Придворная дама
- «Вишнёвый сад»  —  Шарлотта
- 2008 — «Весенняя лихорадка» — Джеки Коритон
- 2009 — «Конёк-Горбунок» — крестьянка, звезда и селёдка
- 2009 — «Киже» — Нелидова и переводчица Канта
- 2009 — «Пиквикский клуб» — миссис Клаппинс
- 2009 — «Трёхгрошовая опера» — Люси
- 2009 — «Господа Головлевы»  — Улита
- 2009 — «Яйцо» — Жюстина и мадам Бертулле
- 2010 — «Обрыв»  — Василиса
- 2010 — «Мастер и Маргарита» — Гелла
- 2011 — «Круги / Сочинения» — Аристократка, Жена мужчины, Гуляющая, Бомж и Слуга
- 2013 — «Удивительное путешествие кролика Эдварда» — Лолли и Старая кукла

МХТ
- 2013 — «Мефисто» — Гедда
- 2015 — «Иов» — Лидия Семёновна Савина
- 2016 — «Гордость и предубеждение» — Леди Кэтрин де Бург
- 2018 — «20 век.Бал»

### Фильмография
- 2002 — Кино про кино — велосипедистка Оля
- 2003 — Даша Васильева. Любительница частного сыска — Антуанетта
- 2003 — Жизнь одна
- 2003 — Сыщики 2 — переводчица
- 2003 — Француз
- 2004 — Кодекс чести 2 — Элеонора
- 2004 — Ландыш серебристый 2 — ассистентка Вари
- 2005 — Есенин — жена Мини-Лейба
- 2006 — Потерянные в раю — Эрнестина
- 2007 — Закон и порядок: Преступный умысел 2 — Сьюзен
- 2009 — Двойная пропажа — Лена
- 2009 — Конёк-Горбунок — Селёдка
- 2009 — Телохранитель 3 — Марта